# پطروس گتاداردز
کاتولیکوس پطروس یکم گتاداردز (ارمنی: Պետրոս Ա. Գետադարձ؛ انگلیسی: Catholicos Peter I Ketadarz زادهٔ؟ ? - درگذشته ۱۰۵۸) کشیش اهل ارمنستان که جاثلیق کلیسای حواری ارمنی بین سال‌های ۱۰۱۹ تا ۱۰۵۸ میلادی بود.

## زندگی‌نامه
وی برادر جاثلیق خاچیک یکم، جاثلیق پیشین کلیسای حواری ارمنی بود. پطروس گتاداردز نویسنده‌ی چندین اثر شامل خطبه‌ها، سرودها و مرثیه‌هایی درباره‌ی شهدای اولیه‌ی مسیحیت بود. وی در ۱۰۵۸ میلادی درگذشت.

## یادداشت
1. ↑  Supreme Patriarch and Catholicos of All Armenians